# Bisdom Goré

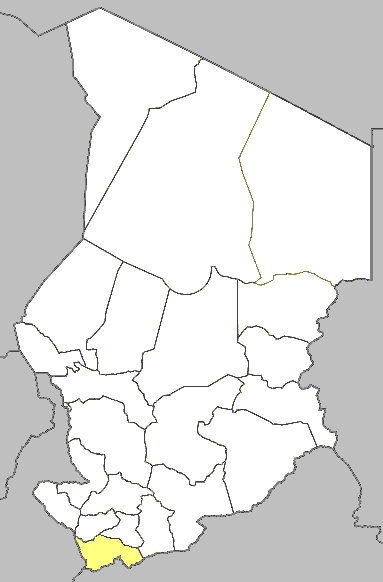
Kaart met in geel de ligging van het bisdom Goré binnen Tsjaad.

Het bisdom Goré (Latijn: Dioecesis Gorensis) is een van de zeven rooms-katholieke bisdommen van de kerkprovincie in Tsjaad en is suffragaan aan het aartsbisdom N'Djaména. Het bisdom heeft een oppervlakte van 17.222 km². 
Het telde 73.118 katholieken in 2006, wat zo'n 26,4% van de totale bevolking van 276.930 was, bestond uit 8 parochies. In 2021 waren dat ongeveer 99.000 katholieken (29,1% van de bevolking). Het aantal parochies bleef ongewijzigd.
De huidige bisschop van Goré is Rosario Pio Ramolo.

## Geschiedenis
- 28 november 1998: Oprichting als bisdom Goré uit delen van bisdom Doba en bisdom Moundou

## Speciale kerken
De kathedraal van het bisdom Goré is de Cathédrale Sainte-Marie-des-Anges in Goré.

## Leiderschap
- Bisschop van Goré
  - Bisschop Rosario Pio Ramolo (sinds 28 november 1998)